# 伊藤道廣
伊藤 道廣（いとう みちひろ、1948年6月9日 - ）は日本の音響効果技師、実業家。2015年頃までは有限会社サウンドリングの代表取締役を務めていた。愛知県出身。

## 経歴
東映動画で実習し音を出す仕事をするためにE&Mプランニングセンターの音響効果技師となる。1995年に独立しサウンドリングを設立。

## 参加作品

### テレビアニメ
1969年
- もーれつア太郎（効果）

1972年
- マジンガーZ（効果）

1974年
- グレートマジンガー（効果）

1975年
- 鋼鉄ジーグ（効果）

1976年
- キャンディ・キャンディ（効果）
- マシンハヤブサ（効果）

1978年
- 宇宙海賊キャプテンハーロック（効果）

1979年
- くじらのホセフィーナ（効果）
- 花の子ルンルン（音響効果）

1980年
- 宇宙戦士バルディオス（効果）
- がんばれ元気（効果）
- ずっこけナイトドンデラマンチャ（効果）
- 魔法少女ララベル（音響効果）

1981年
- 戦国魔神ゴーショーグン（効果）
- タイガーマスク二世（効果）

1982年
- あさりちゃん（音響効果）
- The・かぼちゃワイン（音響効果）
- 戦闘メカ ザブングル（音響効果）
- わが青春のアルカディア 無限軌道SSX（音響効果）

1983年
- 聖戦士ダンバイン（音響効果）

1984年
- 重戦機エルガイム（音響効果）
- 北斗の拳（効果）

1986年
- メイプルタウン物語（音響効果）

1987年
- キテレツ大百科（効果）
- 新メイプルタウン物語 パームタウン編（音響効果）
- ビックリマン（音響効果）
- 北斗の拳2（効果）

1988年
- 魁!!男塾（音響効果）

1989年
- 機動警察パトレイバー（音響効果）※初回放送時は依田安文が担当
- 戦え!超ロボット生命体 トランスフォーマーV（音響効果）
- 魔法使いサリー（音響効果）

1991年
- キン肉マン キン肉星王位争奪編（音響効果）

1993年
- SLAM DUNK（音響効果）

1994年
- BLUE SEED（音響効果）

1995年
- 爆れつハンター（音響効果）

1997年
- 金田一少年の事件簿（音響効果）
- 鉄コミュニケイション（音響効果）

2001年
- カスミン（音響効果）
- SAMURAI GIRL リアルバウトハイスクール（音響効果）

2002年
- Kanon（音響効果）
- キン肉マンII世（音響効果）
- プリンセスチュチュ（音響効果）

2003年
- おもいっきり科学アドベンチャー そーなんだ!（音響効果）

2004年
- アガサ・クリスティーの名探偵ポワロとマープル（音響効果）
- お伽草子（音響効果）
- キン肉マンII世 ULTIMATE MUSCLE（音響効果）

2006年
- 怪 〜ayakashi〜（音響効果）
- うたわれるもの（音響効果）
- エア・ギア（音響効果）
- キン肉マンII世 ULTIMATE MUSCLE2（音響効果）
- XXXHOLiC（音響効果）

2007年
- デルトラ・クエスト（音響効果）

2008年
- xxxHOLiC◆継（音響効果）

2009年
- 空中ブランコ（音響効果）
- クプ〜!!まめゴマ!（音響効果）
- リストランテ・パラディーゾ（音響効果）

2010年
- 侵略!イカ娘（音響効果）

2011年
- うさぎドロップ（音響効果）
- 侵略!?イカ娘（音響効果）
- よんでますよ、アザゼルさん。（音響効果）

2013年
- 団地ともお（音響効果）

2014年
- 金田一少年の事件簿R（音響効果）※第一期のみ

### OVA
1987年
- 魔龍戦紀（音響効果）

1988年
- 遠山桜宇宙帖 奴の名はゴールド（音響効果）

1993年
- ふぁんたじあ（効果）

1998年
- SHADOW SKILL（音響効果）

2010年
- よんでますよ、アザゼルさん。（音響効果）

2012年
- 君のいる町（音響効果）
- わんおふ -one off-（音響効果）

### 劇場アニメ
1978年
- 世界名作童話 おやゆび姫（音響効果）

1979年
- 龍の子太郎（音響効果）

1980年
- 世界名作童話 森は生きている（音響効果）

1981年
- 宇宙戦士バルディオス（音響効果）
- 夏への扉（音響効果）

1982年
- あさりちゃん 愛のメルヘン少女（音響効果）

1983年
- ザブングル グラフィティ（効果）

1984年
- The・かぼちゃワイン ニタの愛情物語（音響効果）

1986年
- 劇場版 世紀末救世主伝説 北斗の拳（音響効果） ※小野弘典と共同
- メイプルタウン物語（音響効果）

1987年
- グリム童話 金の鳥（音響効果）
- 新メイプルタウン物語 パームタウン編（音響効果）

1988年
- 火垂るの墓（音響効果）※大平紀義と共同
- ビックリマン 無縁ゾーンの秘宝（音響効果）

1991年
- おもひでぽろぽろ（音響効果）

1993年
- Dr.スランプ アラレちゃん んちゃ!ペンギン村はハレのち晴れ（音響効果）

1995年
- 耳をすませば（音響効果）

1997年
- 花より男子（音響効果）
- もののけ姫（音響効果）

1998年
- 銀河鉄道999 エターナル・ファンタジー（音響効果）

1999年
- 金田一少年の事件簿2・殺戮のディープブルー（音響効果）
- ホーホケキョ となりの山田くん（音響効果）

2001年
- ジャンゴのダンスカーニバル（音響効果）
- 千と千尋の神隠し（音響効果）※アニメサウンドプロダクションの野口透と共同

2002年
- ギブリーズ episode2（音響効果）
- キン肉マンII世 マッスル人参争奪!超人大戦争（音響効果）
- ONE PIECE 夢のサッカー王!（音響効果）

2003年
- 連句アニメーション「冬の日」 松尾芭蕉七部集より（音響効果）

2005年
- 劇場版xxxHOLiC 真夏ノ夜ノ夢（音響効果）

2009年
- テイルズ オブ ヴェスペリア 〜 The First Strike 〜（音響効果）

### Webアニメ
2001年
- 魔法遊戯（音響効果）

### ドラマCD
1994年
- 流星皇子TOMMY（サウンドエフェクト）

### 舞台
2009年
- 鉄人28号（助手）